# Largo della Zecca
Largo della Zecca, detta piazza Corridoni durante il periodo fascista, è una piazza del centro storico di Genova, situata tra i sestieri della Maddalena e di Prè.

## Storia

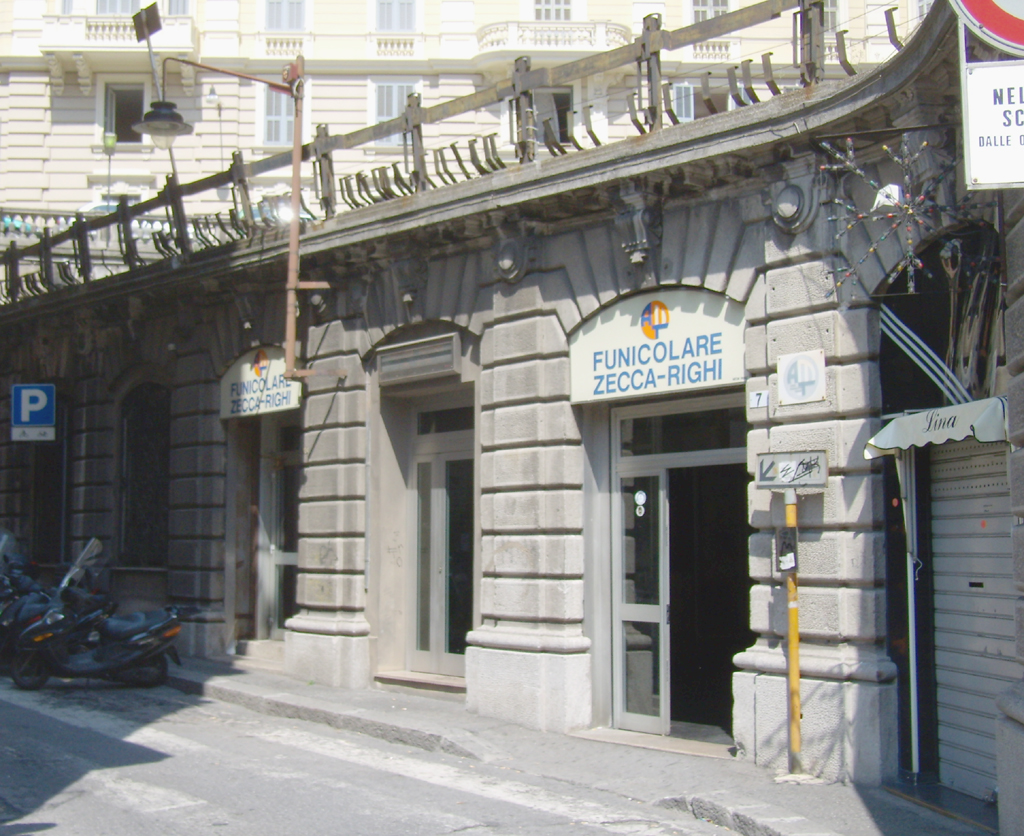
Stazione di partenza della funicolare Zecca-Righi

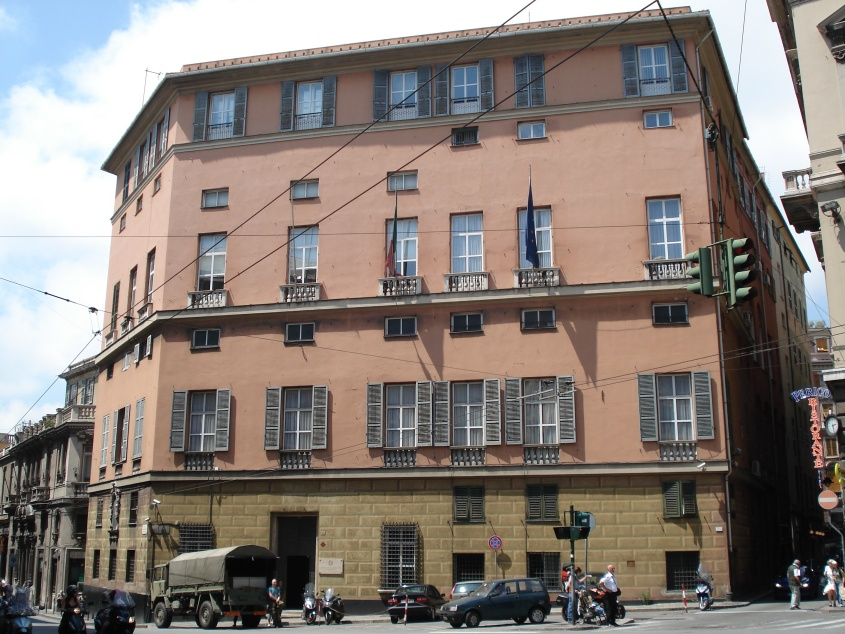
Palazzo Giacomo Lomellini, conosciuto anche come "palazzo Patrone", sede del comando militare della Liguria

Lo slargo prende il nome dalla zecca della Repubblica di Genova, che vi ebbe sede dal 1842, quando venne trasferita dalla sua sede storica piazza Caricamento, situata in un edificio adiacente al palazzo San Giorgio demolito per allargare la piazza stessa.
In precedenza, dal 1722, in quest'area, situata all'interno delle cosiddette mura del Barbarossa, in corrispondenza della scomparsa porta di Sant'Agnese, sorgevano i forni pubblici.
Con l'apertura delle "strade nuove", tracciate tra il XVI e XVIII secolo come vie residenziali elitarie e nell'Ottocento raccordate a formare un'unica via di scorrimento, la piazza venne a trovarsi al margine del percorso viario formato dalla "strada nuovissima" (oggi via Cairoli), dalla breve via Bensa e dalla "strada Balbi", che ha inizio dalla vicina piazza della Nunziata.
Verso la fine dell'Ottocento fu aperta una prima galleria tra piazza della Zecca e piazza del Portello, dedicata esclusivamente al servizio tranviario. La fisionomia della piazza cambiò radicalmente negli anni venti del Novecento, quando il palazzo della Zecca venne demolito per realizzare la galleria stradale Giuseppe Garibaldi, ben più ampia del modesto tunnel tranviario e parte di un nuovo percorso di attraversamento della città, alternativo alle "strade nuove" e più adeguato di queste al crescente traffico veicolare.
La galleria, la cui apertura modificò completamente il volto della piazza, collega largo Zecca con piazza del Portello che, a sua volta, comunica a levante con piazza Corvetto mediante la galleria Nino Bixio.
Sulla piazza si affacciano la stazione a valle della funicolare Zecca-Righi gestita dall'AMT e alcuni storici palazzi nobiliari inseriti nel circuito dei Rolli (palazzi Bartolomeo Lomellini e Giacomo Lomellini (quest'ultimo, che incorpora l'adiacente palazzo De Marini-Spinola, è sede del comando militare dell'esercito in Liguria).